# Premis Ondas 2021
Els Premis Ondas 2021 van ser la seixanta-vuitena edició dels Premis Ondas, atorgats el 15 de novembre de 2021. Es van donar a conèixer el 20 d'octubre de 2021. Es presentaren 550 candidatures de 17 països d'arreu del món. La gala es va celebrar a Teatre Coliseum de Barcelona, fou presentada per Carles Francino i va comptar amb les actuacions de Raúl Pérez, Mikel Erentxun, Aitana i Pablo López Jiménez.

## Premis Ondas Internacionals de Ràdio
- Premi Ondas Internacional de Ràdio: La foresta dei violini. Faïdos Sonore de França i Radiotelevisione svizzera di lingua italiana SRG SSR de Suïssa.

## Premis Ondas Internacionals de Televisió
- Premi Ondas Internacional de Televisió: Nongin set cheongin hana. Korean Broadcasting System (KBS) (Corea del Sud).
- Menció Especial del Jurat: Asesinato del presidente de Haití. Caracol Televisión (Colòmbia)

## Premis Ondas Nacionals de Ràdio
- Millor programa de ràdio: Crims de Catalunya Ràdio dirigit per Carles Porta.
- Esment especial del jurat: El pirata y su banda de Rock FM.
- Trajectòria o millor labor professional: Ángeles Afuera de Cadena SER.
- Millor idea radiofònica: I Concurd Nacional de Podcast Escolar, promogut per Eloquenze a RNE.
- Millor programació especial: Serveis informatius de la Cadena SER a Canàries per la cobertura de l'erupció del volcà de Cumbre Vieja a La Palma.
- Millor podcast o programa d'emissió digital (ex aequo): Deforme semanal ideal total a Radio Primavera Sound de Lucía Lijtmaer i Isa Calderón; i Estirando el chicle a Podium Podcast de Victoria Martín i Carolina Iglesias.
- Millor programa de ràdio de proximitat: Què t'hi jugues a SER Catalunya.

## Premis Ondas Nacionals de Televisió
- Millor programa d'entreteniment: al contingut de Playz de RTVE.
- Millor programa d'actualitat o cobertura especial: Cobertura del campionat de futbol EURO2020 de Mediaset.
- Millor presentador o presentadora: Roberto Leal d'Atresmedia.
- Millor sèrie de comèdia (ex aequo): Maricón Perdido de TNT i Vamos Juan d'HBO.
- Millor sèrie de drama: Antidisturbios de Movistar+.
- Millor intèrpret masculí en ficció: Álvaro Morte per La casa de papel de Netflix.
- Millor intèrpret femenina en ficció: Vicky Luengo per Antidisturbios de Movistar+.
- Millor emissió per emissores o cadenes no nacionals: Televisión Canaria per la seva cobertura relacionada amb la erupció del volcà a la Palma.
- Millor documental o sèrie documental: Eso que tú me das d'Atresmedia.

## Premis Ondas de Música
- Premi Nacional de música a la trajectòria: Mikel Erentxun.
- Fenomen musical de l'any (ex aequo): Aitana i Pablo López.

## Premis Ondas Nacionals de Publicitat en Ràdio
- Millor campanya de publicitat en ràdio (ex aequo): "Subidón de verano" de l'agència Sra. Rushmore per l'ONCE i "El viaje que no voy a hacer" de l'agència Shackleton per RENFE.
- Millor agència de ràdio: Contrapunto BBDO.

## Premi Ondas especial de l'Organització
- Iñaki Gabilondo per la seva dilatada carrera radiofònica al servei de la ràdio.